# 花生地铁
花生地铁是中華人民共和國一個地鐵wifi聯網軟件，由成立於2004年4月2日的南方银谷科技有限公司開發。

## 歷史
2014年，上海軌道交通13號線開通花生地铁免费WiFi服务。2016年2月23日，上海1-9号线（除5号线）、12號線一期（曲阜路到金海路）、13号线一期（金运路到长寿路）的站厅、站台、车厢、10号线的站台已覆盖花生地铁WiFi。12月28日，广州地铁上線花生地铁免费WiFi服务。截至2017年，上海、广州、昆明、武汉、青岛的地鐵乘客可以通過該軟件連上地鐵內wifi。奇虎360是南方银谷第二大股东，出资比例达10.62%。2017年3月22日，花生地铁被指控上亿用户资料及核心源码泄露，該軟件還获取用户地理位置等信息。3月30日下午，南方银谷否認指控。截至2020年9月，花生地铁暫時關停位於武漢地鐵的免費WiFi服務。
2021年2月4日，中華人民共和國工业和信息化部指控花生地铁未在隐私政策等公示文本中逐一列明APP所集成第三方SDK收集使用个人信息的目的、方式和范围，並要求該應用下架。隨後各大中國應用商店將花生地铁下架。不過已安装该款软件的手机可以正常打开并连接使用广州地铁WiFi，另外用户仍可以通过网页等其他渠道进行下载。
2021年以来，廣州市民反映花生地铁WiFi信号不佳，时有时无，而此時廣州使用免费花生地铁WiFi的人数已降至每日数千人。2022年1月1日，花生地铁WiFi结束提供廣州地鐵免费WiFi服务。